# 瑟羅瓦雷
49°42′15″N 25°17′18″E / 49.70417°N 25.28833°E
瑟羅瓦雷（羅馬化：Syrovary）是烏克蘭的村落，位於該國西部捷爾諾波爾州，由捷尔诺波尔区負責管轄，處於沃蘇什卡河畔，始建於1598年，面積0.13平方公里，2001年人口277。